# Môlča
Môlča (bis 1927 slowakisch „Môľča“; ungarisch Zólyommócsa – bis 1907 Mócsa – bis 1888 Muolcsa) ist eine Gemeinde in der Mitte der Slowakei mit 435 Einwohnern (Stand 31. Dezember 2024) und gehört zum Okres Banská Bystrica, einem Landkreis des Banskobystrický kraj.

## Geographie

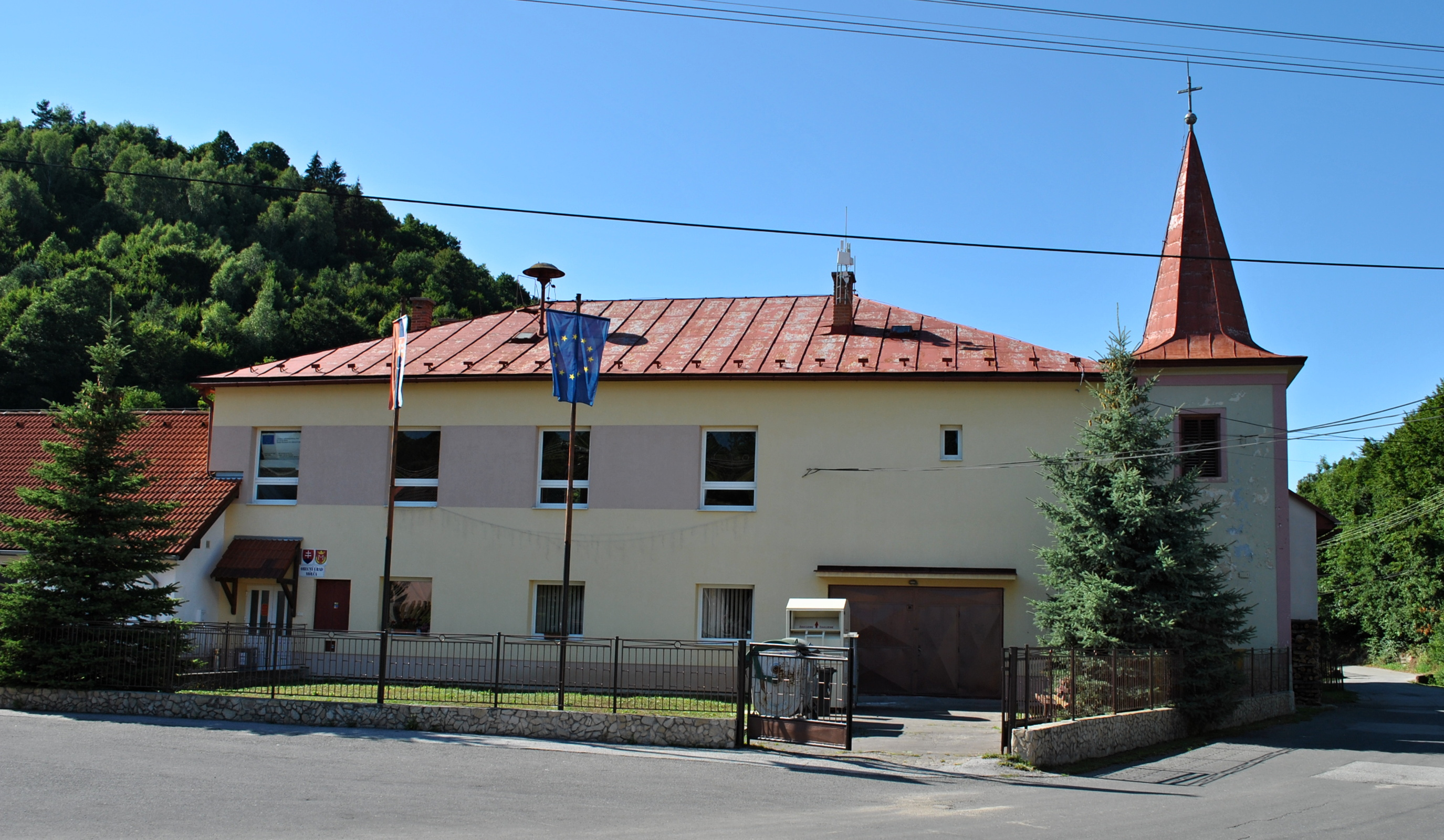
Gebäude des Gemeindeamts

Die Gemeinde befindet sich im gebirgigen Teil des Talkessels Zvolenská kotlina, im Tal des Baches Môlčiansky potok und ist vom Typ her ein Straßendorf. Unweit des Zusammenflusses des Môlčiansky potok mit dem Bach Malá Môlča liegt eine Roma-Siedlung. Der höchste Punkt des Gemeindegebiets ist der Berg Stará kopa mit 713 m n.m. Das Ortszentrum liegt auf einer Höhe von 427 m n.m. und ist neun Kilometer von Banská Bystrica entfernt.
Nachbargemeinden sind Banská Bystrica (Ortsteil Šalková) im Norden, Poniky im Osten, Oravce und Dolná Mičiná im Süden sowie Horná Mičiná im Westen.

## Geschichte
Môlča wurde zum ersten Mal 1424 als Mocha schriftlich erwähnt, gegründet wurde es aber schon gegen 1300. Mit der Ausnahme der Jahre 1424 und 1441, in denen Môlča als Teil des Herrschaftsgebiets der Burg Liptsch geführt wird, gehörte der Besitz der landadligen Familie von Mičiná. Durch Ortserweiterung im 15. Jahrhundert entstanden die Siedlungen Dolná Môlča, Horná Môlča und Prostredná Môlča. Durch die etwas abgelegene Lage in einem engen Tal wurde die Gemeinde von den unmittelbaren Auswirkungen der Kriege im 16. und 17. Jahrhundert verschont. 1828 zählte man 66 Häuser und 392 Einwohner, die als Landwirte und Viehhändler beschäftigt waren.
Bis 1918 gehörte der im Komitat Sohl liegende Ort zum Königreich Ungarn und kam danach zur Tschechoslowakei beziehungsweise heute Slowakei.

## Bevölkerung
| Jahr                | 1994 | 2004     | 2014    | 2024     |
| ------------------- | ---- | -------- | ------- | -------- |
| Anzahl der Personen | 299  | 358      | 354     | 435      |
| Unterschied         |      | +19,73 % | −1,11 % | +22,88 % |

| Jahr                | 2023 | 2024    |
| ------------------- | ---- | ------- |
| Anzahl der Personen | 440  | 435     |
| Unterschied         |      | −1,13 % |

Nach der Volkszählung 2011 wohnten in Môlča 358 Einwohner, davon 280 Slowaken, 59 Roma und ein Tscheche. Zwei Einwohner gaben eine andere Ethnie an und 16 Einwohner machten keine Angabe zur Ethnie.
158 Einwohner bekannten sich zur römisch-katholischen Kirche, 113 Einwohner zur Evangelischen Kirche A. B. sowie jeweils ein Einwohner zu den Baptisten, zur altkatholischen Kirche und zur griechisch-katholischen Kirche; ein Einwohner bekannte sich zu einer anderen Konfession. 52 Einwohner waren konfessionslos und bei 31 Einwohnern wurde die Konfession nicht ermittelt.

## Bauwerke und Denkmäler
- Haus und Bauernhof im regionaltypischen Baustil aus dem Jahr 1826